# 头狂蝇属
头狂蝇属（学名：Cephalopina）为肤蝇科的一个属。

## 下属物种
本属包括以下物种：
- 驼头狂蝇 Cephalopina titillator (Clark, 1816)，骆驼喉蝇[2]